# Being Music School
Being Music Schoolは、大手レコード会社Beingが運営し、東京都港区東麻布に存在した音楽学校である。2015年6月30日を以て閉校した。

## 概要
- 1983年に音楽制作会社ビーイングのボーカルスクールとして開設されたBeing音楽振興会が、2009年9月1日より名称変更し、新たなアーティストの発掘・養成を行う事を目的とした音楽学校である。

## 主な講義内容
- ヴォーカルレッスン
- ソングライティング講座…清岡千穂が講師を務める
- ドラムレッスン講座…元FIELD OF VIEWのドラマー小橋琢人が講師を務める
- ギターレッスン講座…元MARBLE TONEの植田浩二が講師を務める
- ダンスレッスン講座

## 備考
- B'zの稲葉浩志、元WANDSの上杉昇、T-BOLANの森友嵐士、大黒摩季はこのボーカルスクールの定例オーディションから発掘された。
- デビュー前の倉木麻衣、BREAKERZのDAIGOもボーカルレッスンに参加していた。
- ドラムレッスン講師には、元FIELD OF VIEWのドラマー小橋琢人が在籍している。
- ビーイングが1990年代に主催していたBADオーディションを主催している。
- トレジャーハント ～ビーイングオーディション2012～を主催し、新山詩織を発掘しデビューさせた。
- La PomPonのメンバーがダンスレッスンを受講している。

## 主な出身者
- 稲葉浩志(B'z)
- 森友嵐士(T-BOLAN)
- 上杉昇(WANDS)
- 柴崎浩(WANDS)
- 大黒摩季
- 甲斐冴子(SO-Fi)
- 高山征輝(ZYYG)
- 大田紳一郎(BAAD、doa)
- 宇津本直紀(DEEN)
- 葛原豊(TEARS)
- 高森健太
- 美南トモ(MARBLE TONE)
- 加藤沙香菜(organs cafe)
- 倉木麻衣
- DAIGO(BREAKERZ)
- 川本宗孝
- 小内喜文
- 新山詩織
- La PomPon
- 安藤誠之(DREAMPOLICE)